# Mathias Öttl
Mathias Öttl (eigentlich Mathias Ötlin; getauft 21. Februar 1675 in Bodman; † 12. Juni 1725 in Wien) war ein deutsch-österreichischer Komponist und Chorregent.

## Leben
Schon als Schüler ist Öttl in Wien nachweisbar, 1698 ist seine Mitwirkung an einer Aufführung des Jesuitendramas Mulier fortis von Johann Bernhard Staudt im Professhausgymnasium der Wiener Jesuiten (bei der Kirche am Hof) belegt. Ab 1711 war er Musiker und danach als Nachfolger von Johann Peter Mayr Kapellmeister am Hof von Eleonore Magdalene von Pfalz-Neuburg und Musiker an St. Stephan. Öttl heiratete 1711 Barbara Elisabeth Agnes, geb. Graf, und nach deren frühem Tod 1712 Maria Magdalena, geb. Rottmann. Nach deren Tod 1720 wurde er auf Empfehlung von Johann Josef Fux als Tenorist an der Wiener Hofmusikkapelle angestellt. Ab 1721 war er Tenorist am Wiener Schottenstift. Ob er dort auch Kapellmeister und Regenschori  war, wie Robert Eitner behauptete, ist nach neuerer Forschung umstritten, da sich keine Belege dafür finden lassen.

## Werke
- 40 Messen, dazu weitere mit zweifelhafter Zuschreibung
- Vespern, Psalmvertonungen
- Litaneien
- Gradualien
- Offertorien
- Motetten
- Hymnen
- Sonate für vier Trompeten, Pauken, Streicher und Basso Continuo (Fagott und Orgel)